# ラデク・シルル
ラデク・シルル（Radek Šírl, 1981年3月20日 - ）は、チェコの元サッカー選手。現役時代のポジションはミッドフィールダー・ディフェンダー。左サイドバックでのプレーが中心だが、中盤左サイド・センターハーフとしてもプレーした。

## 所属クラブ
- AFKセミチェ 2000
- ボヘミアンズ・プラハ 2000-2001
- ACスパルタ・プラハ 2001
  - →  ボヘミアンズ・プラハ 2002（期限付き移籍）
- FCゼニト・サンクトペテルブルク 2003-2010
- FKムラダー・ボレスラフ 2010-2012
- FCヴィクトリア・プルゼニ 2012-2014
  - → FKムラダー・ボレスラフ 2012-2013（期限付き移籍）
  - → ボヘミアンズ・プラハ 2013（期限付き移籍）
- ボヘミアンズ・プラハ 2014-2016